# Azmoos
Azmoos (im lokalen Dialekt Azmes) ist ein Dorf in der politischen Gemeinde Wartau im Kanton St. Gallen.

## Allgemeines

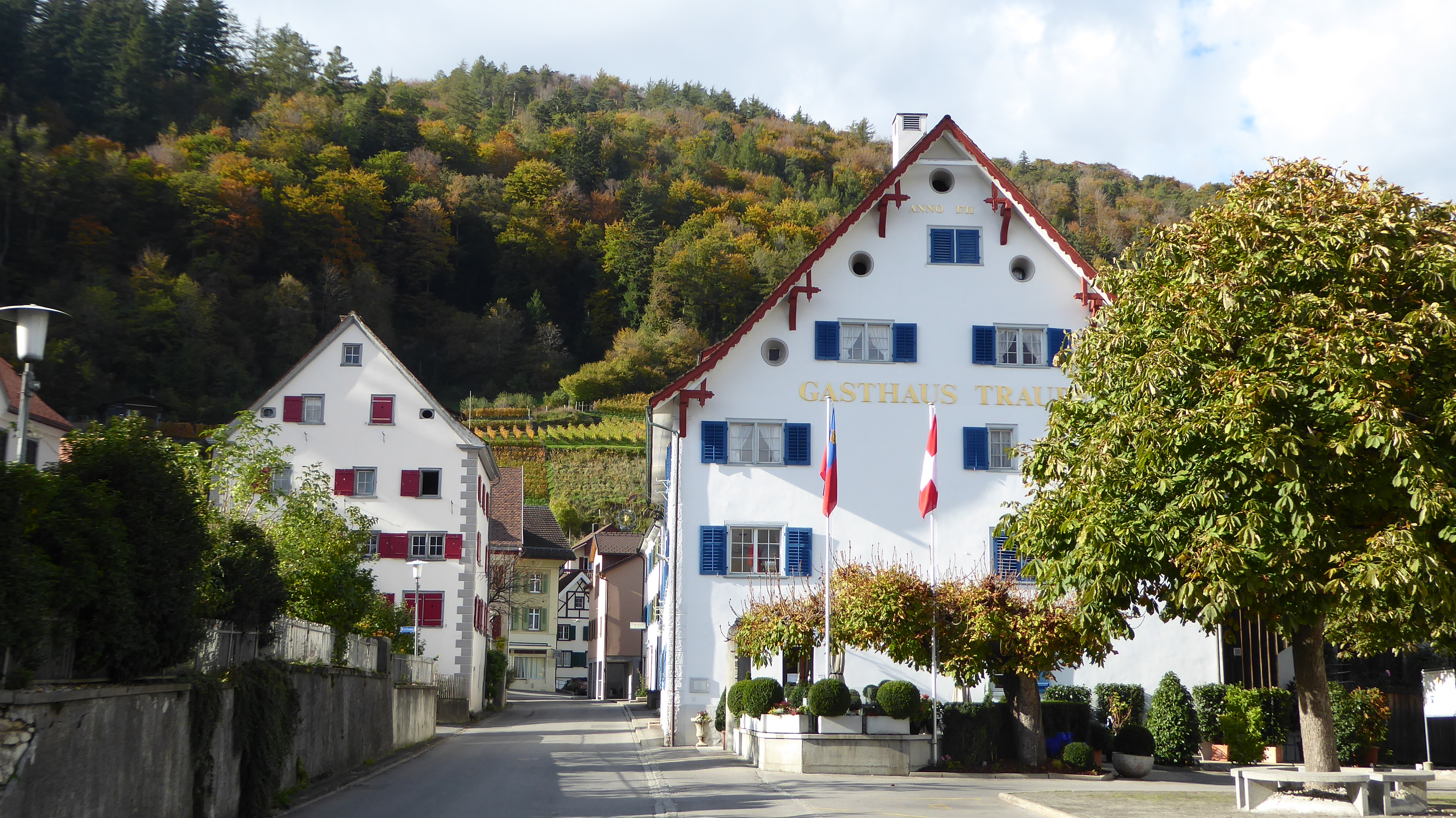
Dorfzentrum Azmoos, rechts Gasthaus Traube

Azmoos ist mit dem Sitz der Gemeindeverwaltung der Hauptort der Gemeinde Wartau. Der historische Dorfkern, der im Inventar der schützenswerten Ortsbilder der Schweiz gelistet ist, besteht aus dem 1804 errichteten Rathaus, dem auf 1711 datierten Giebelhaus, welches das Gasthaus Traube beherbergt, sowie aus den Schulhäusern, dem Betagtenheim und einem Dorfladen. In den Räumlichkeiten des ehemaligen Ladengeschäfts neben dem Dorfbrunnen befindet sich heute ein Jugendtreff mit dem Namen Royal.

## Geschichte

Luftbild aus 200 m Höhe von Walter Mittelholzer (1919)

Die Siedlung wurde 1414 erstmals als atzmans erwähnt. Der Name geht zurück auf mittelhochdeutsch atz (Speise, Futter für Tiere) und Moos. 1736 wurde die reformierte Kirche errichtet und 1743 entstand die Kirchgemeinde Azmoos-Trübbach. 1892 erhielten auch die Katholiken von Wartau ein eigenes Gotteshaus. Die 1866 gegründete Weberei schuf Arbeitsplätze in Azmoos.

## Bevölkerung
Azmoos hat 1679 Einwohner (Stand Dezember 2019)
und ist damit das grösste Dorf der Gemeinde.

## Bildung
Azmoos hat zwei Schulhäuser (Dorf, Feld) und zwei Kindergärten (Torkel, Feld).

### Schulhaus Dorf
Im Schulhaus Dorf werden die Primarschüler der 1. bis zur 6. Klasse unterrichtet. Das Schulhaus wurde 2013 renoviert und erweitert.

### Schulhaus Feld
Im Schulhaus Feld werden die Primarschüler der 1. bis zur 6. Klasse unterrichtet. Die ursprüngliche Schulanlage wurde 2018 abgerissen. Nach zweijähriger Bauzeit wurde zum Schuljahr 2020/2021 am selben Standort ein in Holzbauweise errichtetes Primarschulhaus mit integriertem Kindergarten bezogen. Die Anlage bietet Kapazität für rund 200 Schulkinder.

## Sehenswürdigkeiten

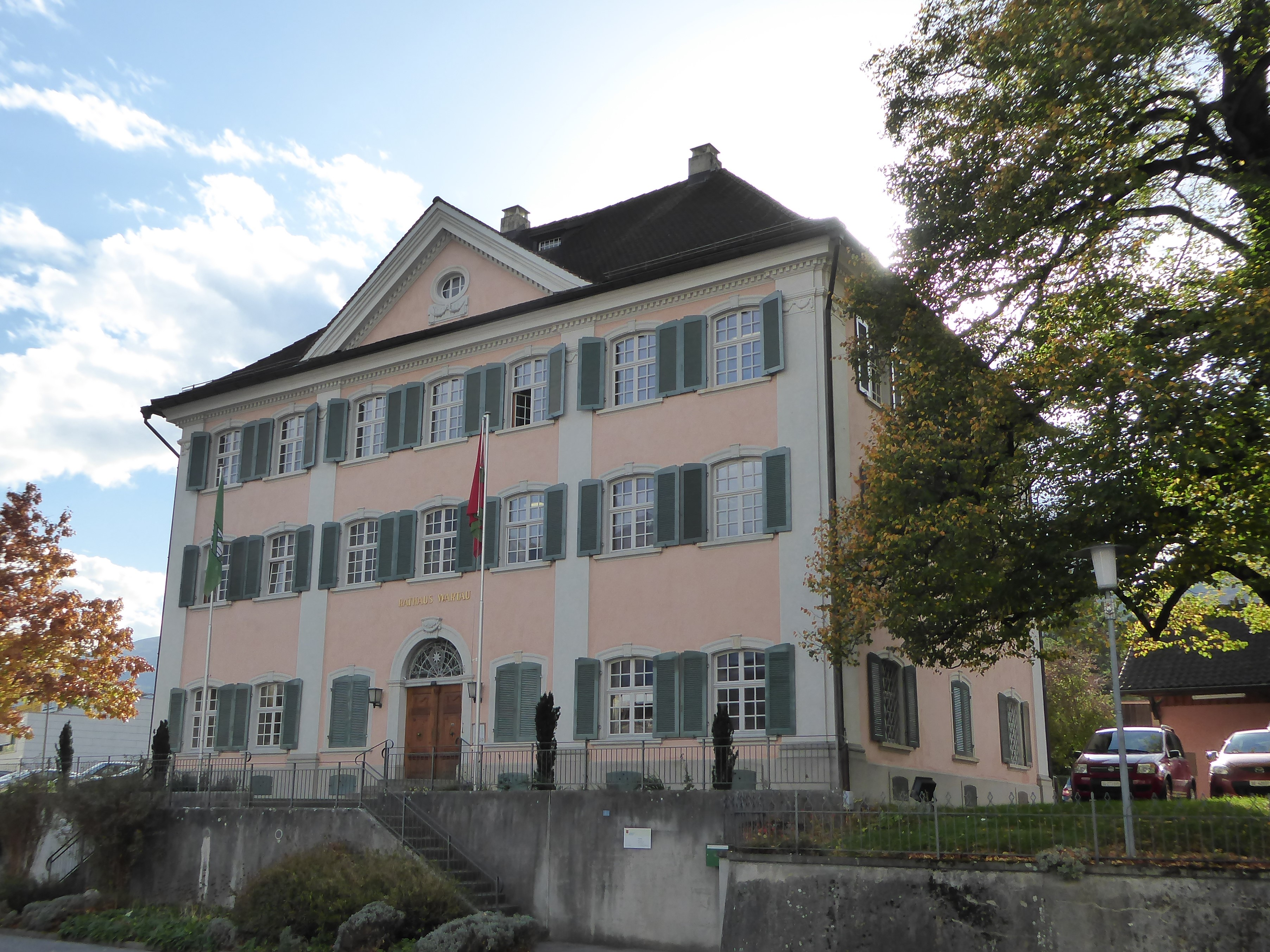
Rathaus Azmoos

Das von 1802 bis 1804 erbaute Herrschaftshaus der Gebrüder Sulser dient seit 1918 als Rathaus der Gemeinde Wartau. Das Haus ist geprägt durch eine Pilastergliederung an der Fassade.
Sehenswert sind auch die 1735 erbaute evangelische Kirche sowie die 1891 bis 1892 erbaute katholische Pfarrkirche, eine neugotische Anlage von August Hardegger. Letztere wurde zum hundertjährigen Jubiläum einer Restaurierung unterzogen. Der alte Dorfkern mit dem 1711 erbauten Gasthof Traube und den darum liegenden alten Herrenhäusern ist heute noch erhalten.

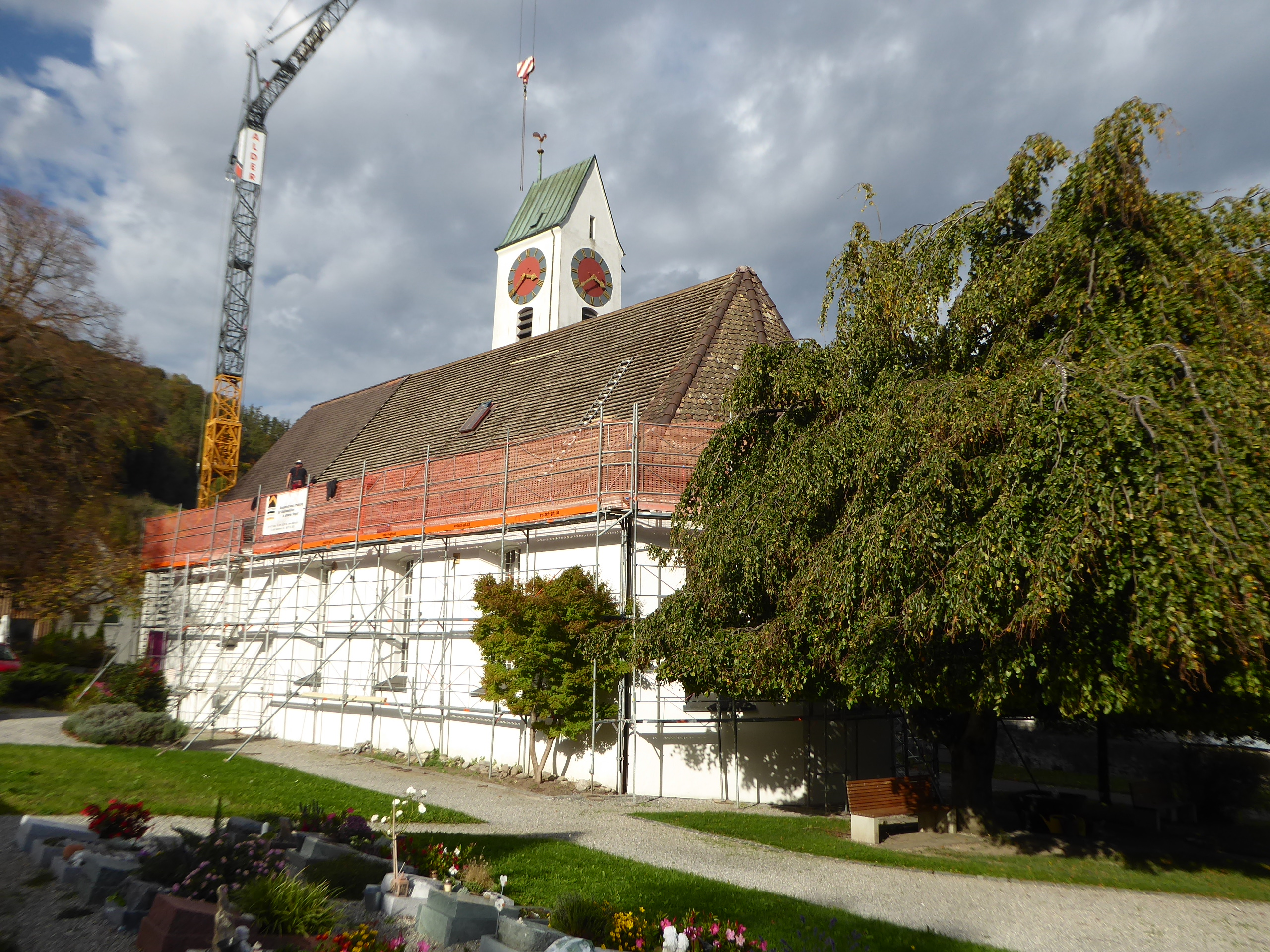
Reformierte Kirche Azmoos
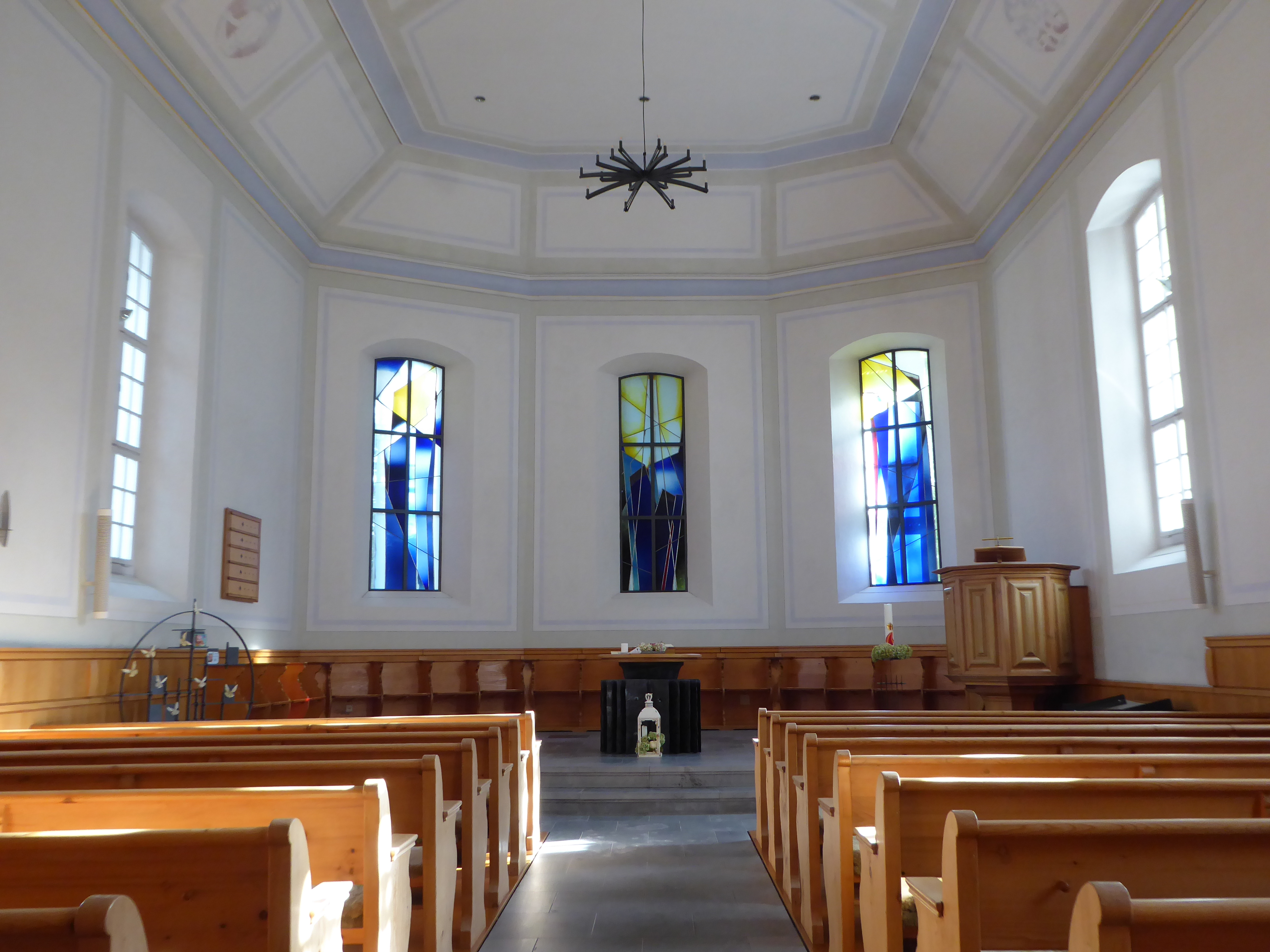
Reformierte Kirche – Innenraum
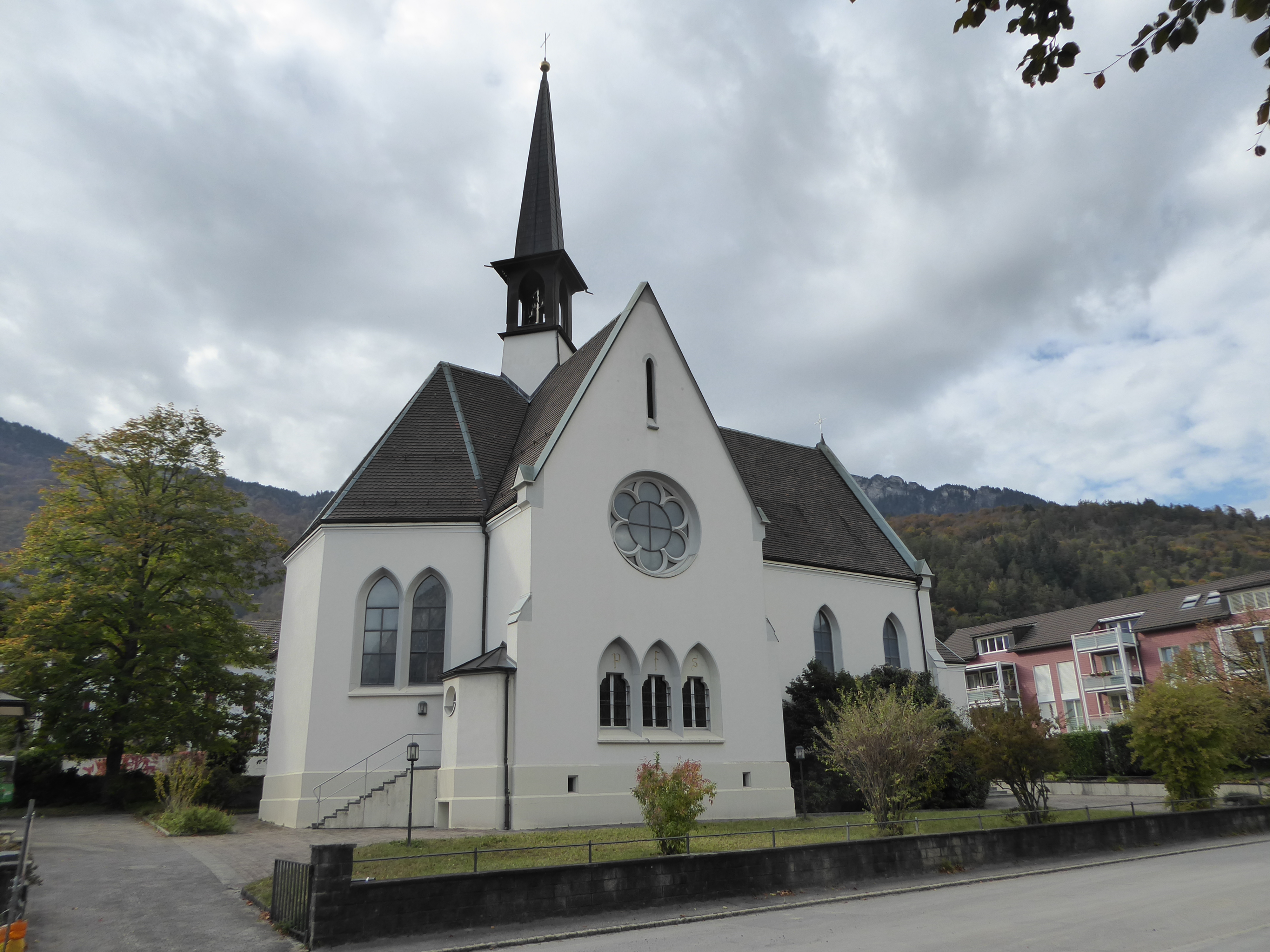
Katholische Kirche Azmoos
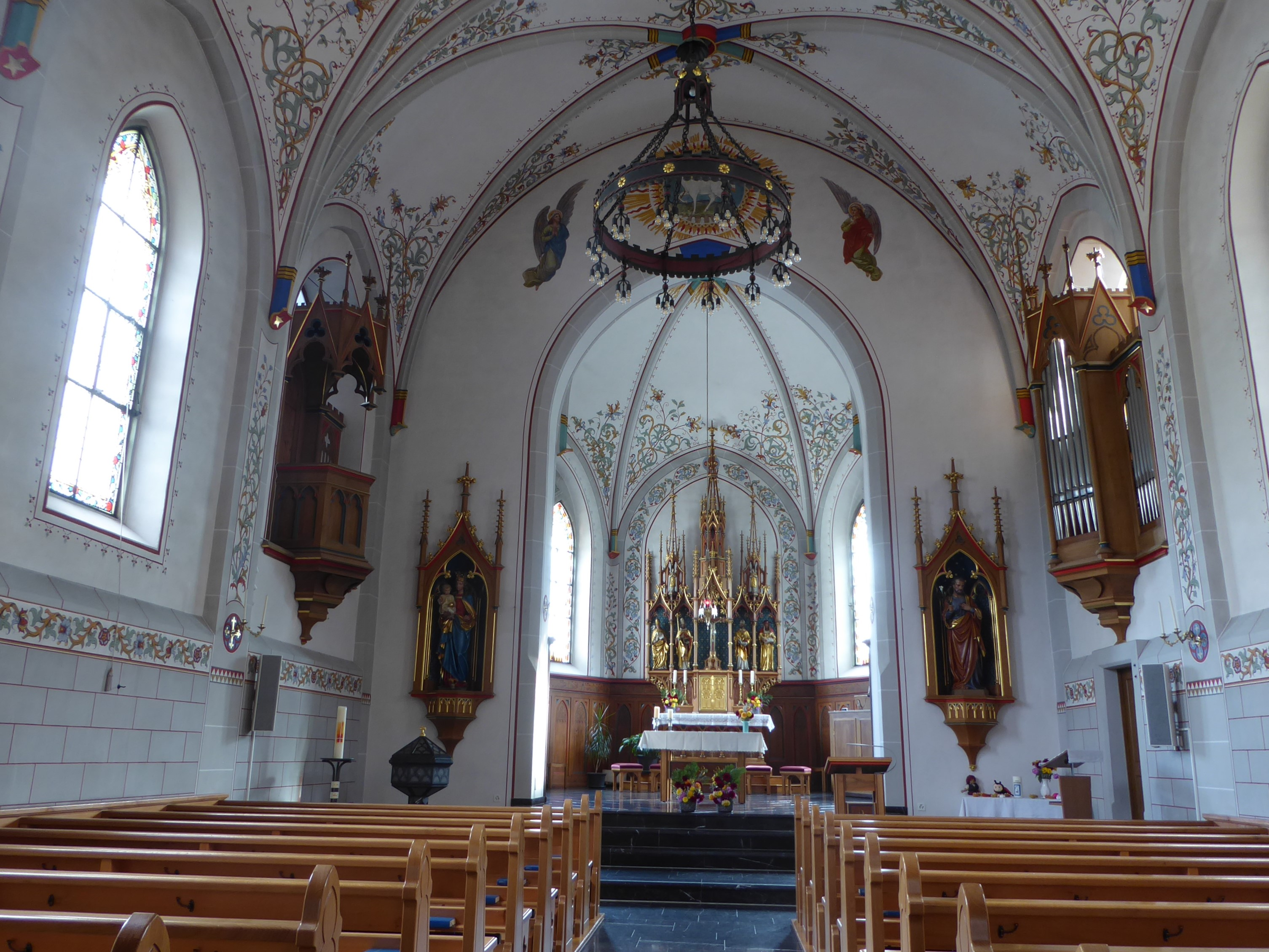
Innenraum der katholischen Kirche

## Vereine
- Der Turnverein Azmoos (TVA) wurde 1882 gegründet.[10]
- Die Musikgesellschaft Azmoos ist der lokale Musikverein.

## Persönlichkeiten
- Walter Müller (* 1948 in Azmoos), Landwirt, Verbandspräsident und Politiker, Mitglied des Nationalrats